# Agave murpheyi
Agave murpheyi ist eine Pflanzenart aus der Gattung der Agaven (Agave). Ein englischer Trivialname ist „Murpheyi’s Agave“.

## Beschreibung
Agave murpheyi  ist monokarpisch. Sie formt kompakte Rosetten die reichlich sprossen. Die Wuchshöhe reicht von 60 bis 80 cm mit einem Durchmesser bis 100 cm. Die linealisch, variabel angeordneten, hell- gelbgrünen bis bläulichen, leicht quergebänderten, spitz zulaufenden Blätter sind 50 bis 65 cm lang und 6 bis 8 cm breit. Sie bildet deutliche Abdrücke der Knospe. Die welligen Blattränder sind gezahnt. Der dunkelbraune Enddorn ist 1,2 bis 2 cm lang.
Der rispige Blütenstand wird 3 bis 4 m hoch. Die wachsig hellgrünen bis purpurfarbenen Blüten sind 65 bis 75 mm lang und erscheinen am oberen Teil des Blütenstandes an variabel angeordneten Verzweigungen. Sie produziert selten Samen, jedoch nach der Blüte Bulbillen am Blütenstand. Die becherförmige Blütenröhre ist 16 bis 20 mm lang.
Die eiförmigen bis länglichen dreikammerigen Kapselfrüchte sind bis 5 bis 6 cm lang und 2 bis 2,5 cm breit.
Die Chromosomenzahl beträgt 2n = 60.

## Systematik und Verbreitung
Agave murpheyi ist im Südwesten der Vereinigten Staaten in Arizona und in Mexiko im Bundesstaat Sonora in verschiedenen Bodenformationen an steinigen Hängen in Wüstenregionen in 450 bis 950 m Höhe verbreitet. Sie ist vergesellschaftet mit zahlreichen Sukkulenten- und Kakteen Arten.
Die Erstbeschreibung durch Frederick Gibson ist 1935 veröffentlicht worden.
Agave murpheyi ist ein Vertreter der Sektion Ditepalae. Sie formt schmale Rosetten mit kurzen, breiten Blättern und ähnelt im Jugendstadium Agave chrysantha. Die Art scheint zum Teil mit alten Wohnstätten indigener Volksgruppen assoziiert zu sein. Sie hybridisiert mit Agave chrysantha. Agave murpheyi wird im Huntington Botanic Garden in San Marino in Kalifornien kultiviert.